# Geografia wiary
Geografia wiary (geografia zbawienia) – termin z zakresu teologii fundamentalnej.
Wykorzystując w swych badaniach archeologię biblijną wykazuje ona autentyczność miejsc, w których dokonała się hierofania, i wskazuje na ich znaczenie w kształtowaniu egzystencji chrześcijańskiej. Wprawdzie kult chrześcijański, sprawowany „w Duchu i prawdzie” (J 4,24), nie jest związany z miejscami świętymi na zasadzie wyłączności, ale kształtując go uznaje się, że człowiek potrzebuje miejsc, które „przechowują znaki nadzwyczajnych zbawczych interwencji Boga”, a także takich, w których mogłaby się gromadzić wspólnota wierzących (KKK 224). Zmagając się z  niebezpieczeństwem bałwochwalstwa, dotyczącego obrazów, osób (święci) i miejsc, Kościół katolicki rozróżnia pomiędzy jedynym w swoim rodzaju kultem uwielbienia Boga po trzykroć świętego (latria) i religijnym szacunkiem (cultus duliae), przez który z czcią odnosimy się do osób, rzeczy i miejsc świętych.
Papieże posoborowi, używając określenia geografia zbawienia, wskazują na bliskość historii i geografii zbawienia, podkreślając w ten sposób, że Bóg działa nie tylko  w konkretnym czasie, ale i w określonej  przestrzeni. Genezy  terminu należy szukać u dominikańskich biblistów-archeologów z Ziemi Świętej. Znamienna jest wizja rektora Szkoły Biblijnej w Jerozolimie Marie-Josepha Lagrange’a, opisywana przez Pierre’a Benoit: "Lagrange projektował studium Biblii przez poznanie naukowe środowiska, w której była ona przeżywana, wypowiadana, spisywana. Jeśli istnieje historia zbawienia, istnieje również geografia zbawienia. Bóg mówił do ludzi pewnego kraju, językiem ich czasów, poprzez ich kulturę.”
Magisterium Kościoła po raz pierwszy używa terminu geografia zbawienia w adhortacji apostolskiej Pawła VI O zwiększonych potrzebach Kościoła w Ziemi Świętej. „Obok <<historii zbawienia>> jest <<geografia zbawienia>>. Miejsca Święte mają wielkie znaczenie, ponieważ dają niezłomną podporę wierze, pozwalając chrześcijanom wejść w bezpośredni kontakt ze środowiskiem, w którym Słowo stało się ciałem i zamieszkało wśród nas.” O znaczeniu geografii zbawienia pisał również Papież
Jan Paweł II w Liście do Kościoła w Jerozolimie z 1997  „Jerozolima – skrzyżowanie dróg pokoju: takie jest tajemnicze powołanie świętego Miasta w historii i geografii zbawienia; to powołanie obejmuje cały region i ogarnia wszystkich wierzących: żydów, chrześcijan i muzułmanów. Papież powracał do tej problematyki w tekstach związanych z obchodami Wielkiego Jubileuszu 2000 i w „Tryptyku rzymskim”.
Termin geografia wiary  proponuje Henryk Seweryniak, postulując w ten sposób nie tylko konieczność odkrywania znaczenia miejsc fundacyjnych chrześcijaństwa, ale również nadawanie geografii zbawienia wymiaru osobistego – właśnie wymiaru geografii wiary.

Wiara Kościoła nie opiera się na pobożnym micie czy bajkowej opowieści, a ślady życia Jezusa Chrystusa i Jego uczniów istnieją nie tylko w naszej wyobraźni, ale także w rzeczywistości. Jesteśmy zakorzenieni w konkretnych miejscach, dotyczących każdego wierzącego; miejscach, które przyzywają i zobowiązują.